# 羅賴馬國家公園

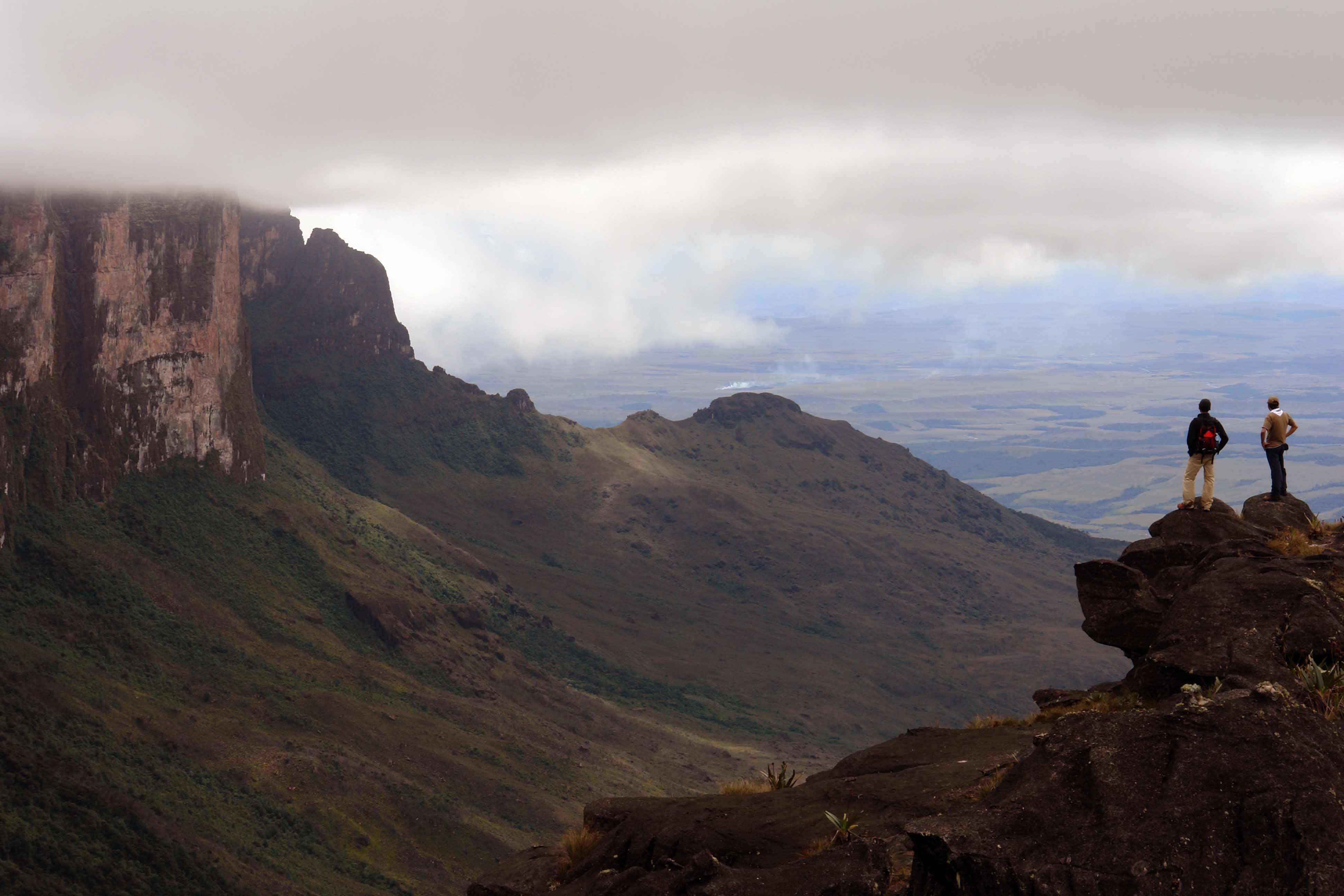

5°09′40″N 60°36′50″W / 5.161°N 60.614°W
羅賴馬國家公園（葡萄牙語：Parque Nacional do Monte Roraima），是巴西的國家公園，位於該國北部羅賴馬州，處於維拉穆唐，成立於1989年6月28日，佔地11.7萬公頃，覆蓋帕卡賴馬山脈地區。